# Цезарій Ольшевський
Цезарій Ольшевський (пол. Cezary Olszewski; нар. 17 липня 1981, Остроленка — пом. 28 жовтня 2023, Остроленка) – польський танцюрист.

## Біографія
Випускник Електромеханічного технікуму в Остроленці та Університету торгівлі та права ім. Ришарда Лазарського у Варшаві. Також закінчив університет фізичної культури та туризму в Прушкуві і був сертифікованим спортивним інструктором зі спеціалізацією спортивних танців.
Почав займатися бальними танцями в четвертому класі початкової школи, де відвідував секції акробатики та танців. У нього були професійні танці з Анетою Речек. Вигравав на турнірах Світової федерації спортивного танцю (англ. World DanceSport Federation (WDSF)), також був фіналістом відкритого чемпіонату Польщі зі стандартних танців. У 16 років він виграв найвищий міжнародний клас «S» як у стандартному, так і в латиноамериканському стилі. Був танцівником формації Odysea, з якою неодноразово виборював титул чемпіона Польщі, найвищі місця в кубках Польщі та з якими посів шосте місце у фіналі чемпіонату світу з танців у Брунсвейзі.
Виступав із танцювальним колективом Агустіна Егурроли «Вольт». Співпрацював з багатьма танцювальними школами по всій Польщі, проводив заняття з танцюристами, які професійно готуються до конкурсних танців, а також курси та уроки функціонального танцю. У 2008–2010 роках виступав як тренер з танців у розважальній програмі TVN «Танці з зірками», в якій у попередніх випусках співпрацював як консультант із хореографії. 2008 року, у парі з актрисою Магдаленою Валах, переміг у фіналі сьомого випуску програми, а в наступних випусках він танцював з: журналіст Анна Попек, актриса Анна Новак-Ібіш, актриса Ґражина Вольщак та психолог Дорота Завадська. Він був гостем у серіалах «Pitbull» (2005), «Twarzą w twarz» (2007) i «M jak miłość» (2012). 2017 року у Телетеатрі підготував хореографію для вистави «Biesiada u hrabiny Kotłubaj».
Помер 28 жовтня 2023 року. Його тіло знайшли через два дні в номері готелю в Остроленці. Окружна прокуратура Остроленки заявила, що можливою причиною смерті Цезарія Ольшевського став інсульт.

## Зовнішні посилання
- Цезарій Ольшевський на сайті  filmpolski.pl (пол.)